# Колледж Корпус-Кристи (Оксфорд)
Колледж Корпус-Кристи (Corpus Christi College — рус. Колледж тела Христова, полное название — The President and Scholars of the College of Corpus Christi in the University of Oxford) — один из колледжей Оксфордского университета. Основан в 1517 году.
Расположен в центра города.
Славится своей подготовкой по гуманитаристике и в особенности классике.
Библиотека колледжа содержит более 80 тысяч томов.
В настоящее время здесь насчитывается более 300 учащихся.
Среди выпускников колледжа — Исайя Берлин, Уильям Ричард Морфилл, Томас Нагель, Джордж Сэндис, Роберт Проктор, Викрам Сет, Альфред Уильям Хант.
Президент в 1986—2000 — Кит Томас, также президент Британской академии в 1993—1997.